# 声明 (藏传佛教)
藏传佛教的声明是藏传佛教仪轨中包含诵唱经文的佛教音樂。喉音唱法是其特色。

## 概述
自7世纪松赞干布时期起，青藏高原地区形成了受佛教文化影响的独特的文化圈。作为佛教五明之一的声明不仅在藏区得到传承，也有独特的发展。
直至1959年时藏区有6000多座寺院，每个家庭中至少有一个男孩去寺院修行，通常男孩在7岁离家，女孩离家的时间则晚些。寺院本身兼具教育机构的作用，从清晨到深夜的苦修生活中要做各种佛教仪式，要学习从藏语、语法、文学、诵经、冥想到五明（声明、因明、内明、医方明、工巧明）相关的各种知识和技能。整套教育的时间长达18年。
1959年达赖喇嘛离开西藏时，许多喇嘛也追随其同往印度。文化大革命时期，许多寺庙遭到破坏，声明的传承也受到影响。因而当前的藏传佛教音乐在印度境内的流亡藏人中传承较为兴盛。其代表为达兰萨拉的上密院系统的寺庙。这种声明的诵唱方式使用了低音呼麦和泛音呼麦唱法。喇嘛在诵唱停歇时会饮用酥油茶，演奏法器。其使用的法器有刚洞、嘉令、骨笛以及各种打击乐器。